# カリフォルニア (原子力潜水艦)
|          |                                                     |
| 艦歴     |                                                     |
| 発注     | 2003年8月14日                                       |
| 起工     | 2009年5月1日                                        |
| 進水     | 2010年11月14日                                      |
| 就役     | 2011年10月29日                                      |
| その後   |                                                     |
| 性能諸元 |                                                     |
| 排水量   | 7,800トン                                           |
| 全長     | 114.9 m (377 ft)                                    |
| 全幅     | 10.3 m (34 ft)                                      |
| 吃水     |                                                     |
| 機関     | S9G 原子炉                                          |
| 最大速   | 水上：25ノット (46 km/h) 水中：32ノット (59 km/h)   |
| 潜航深度 | 800 ft (250 m)                                      |
| 乗員     | 士官、兵員134名                                     |
| 兵装     | VLS 12基 21インチ魚雷発射管 4基                     |
| モットー | 沈黙は金 Silentium Est Aureum ("Silence Is Golden") |

カリフォルニア (USS California, SSN-781) は、アメリカ海軍の攻撃型原子力潜水艦。バージニア級原子力潜水艦の8番艦。艦名はカリフォルニア州に因む。その名を持つ艦としてはカリフォルニア級原子力ミサイル巡洋艦1番艦(CGN-36)以来7隻目。

## 艦歴
カリフォルニアは2008年1月30日に命名され、建造は2008年8月14日にバージニア州ノースロップ・グラマン・ニューポート・ニューズ社に発注され、2009年5月1日に起工した。2010年11月14日に進水式を迎え、2011年8月7日に予定より半年以上早く海軍に引き渡された。2011年10月29日にバージニア州ノーフォークにて就役した。